# Сады (Минский район)
Сады (бел. Сады́; до 14 декабря 1981 г. — Скнаровичи) — деревня в Минском районе Минской области Беларуси. В составе Юзуфовского сельсовета.

## География
Расположена на дороге Н8972.
Ближайшие населённые пункты Буцевичи, Волковщина, Жабовщина, Черники и др.

### Гидрография
Протекает река Луковая.

## История
В XVI веке село, во владении шляхты. Находилось в Минском уезде Минского воеводства Великого Княжества Литовского. В 1567 году село, владельцем которого был К. В. Тышкевич, упомянуто в пописи войска Великого княжества Литовского, в Минском воеводстве. В 1667 году имение, состоявшее из четырех дымов, владелец — К. Униховский. В 1791 году деревня, в составе имения Жабовщина, католическое владение, часть Минского прихода. Перешла в состав Российской империи после второго раздела Речи Посполитой в 1793 году.
В 1800 году была собственностью Минского Петропавловского православного монастыря. В 1815 году имело 28 хозяйств, 178 человек населения, во владении Минского Богоявленского монастыря.
В 1858 году уже во владении казны. В 1886 году в деревне жили 78 человек, имелось 7 хозяйств. Входила в состав Белоручской волости Минского уезда Минской губернии. Согласно переписи населения Российской империи 1897 года, в деревне жили 218 человек, 36 хозяйств, был хлебозапасный магазин. С 1909 года в деревне было народное училище. В 1917 году 53 хозяйства, в которых жили 278 человек. С февраля по декабрь 1918 года деревня оккупирована войсками кайзеровской Германии. С июля 1919 года в течение примерно одного года — войсками Польши.
С 1919 года в составе БССР.
В 1924 году открылась трудовая школа, в которой обучались 149 детей. С 20 августа 1924 года деревня находилась в составе Новодворчкого сельсовета Заславского района Минского округа (до 26 июля 1930 года). В 1926 году в деревне жили 280 человек, 58 хозяйств. 13 июня 1929 года передана Роговскому сельсовету. 20 февраля 1938 года включена в состав Минской области.
Во время Великой Отечественной войны с конца июня 1941 года до начала июля 1944 года оккупирована немецкими войсками. С 8 августа 1959 года в Минском районе, до 20 января 1960 года деревня входила в состав Роговского сельсовета, с 19 марта 1974 года — в Юзуфовском сельсовете.
В 1997 году в деревне было 35 жителей, 19 хозяйств. Относилось к совхозу «Буцевичи», центром которого является деревня Юзуфово. В 2010 году начал работать магазин.

## Население

### Численность
- 2009 год — 23 человек

### Динамика
- 1999 год — 46 человек (перепись населения)
- 2009 год — 23 человек (перепись населения)[5]